# Ratusz w Żywcu
Ratusz w Żywcu – obecnie Urząd Miasta w Żywcu. Dawniej kamienica putoszy żywieckich Macieja i Magdaleny Kantorowskich, posadowiony na parcelach nr 128 i nr 129 przy rynku żywieckim. Budynek kamienicy szlachcica Macieja Kantorowskiego herbu Waza w Żywcu przy rynku (obecnie nr. 2). Jak podaje Andrzej Komoniecki w swojej kronice Chronografia albo Dziejopis Żywiecki, budynek początkowo oddano do użytku Starostwa w dniu 16 października 1706 roku, a w międzyczasie dokonywano rozbudowy tylnej części, tj. oficyny około 1868 roku.
Budynek przechodził różne adaptacje pomieszczeń, był siedzibą dziedzicznego wójtostwa i władz miejskich Żywca, instytucji miejskich oraz sądu grodzkiego, policji i aresztu.

## Architektura
Architektura ratusza w dużym stopniu nawiązuje do architektury synagogalnej okresu XIX wieku. Świadczyć o tym mogą wysokie potrójne okna, zakończone półkoliście, żelazne kolumienki między nimi oraz rozety.

## Historia
Historia obecnego budynku „ratusza” jest dość przejrzysta w rodzinie Kantorowskich rozsianych po całym globie ziemskim. Jak pisze autor Adam Boniecki w Herbarzu Polskim, „Kantorowski Maciej z żoną, Magdaleną Fabrycy, oblatowali w 1650 roku przywilej królewski na folwark „Olszańskie” w Żywiecczyźnie (Gr. Oświęcims, s. 69 f. 479)”.
W kronice – Chronografii albo Dziejopisie Żywieckim Andrzeja Komonieckiego byłego pierwszego burmistrza i dziedzicznego wójta Żywca zachowało się, że „W roku 1632 harnicy starosty lanckorońskiego Zebrzydowskiego, któremu szlachta zatorska i oświęcimska zleciła obronę przed zbójnikami przybyli do państwa żywieckiego zapewne w poszukiwaniu zbójników. Zatrzymali się w Żywcu i tam w kamienicy Macieja Kantorowskiego popili się na winie, gdzie hałas i gwałt czynili, bowiem tegoż Macieja Kantorowskiego naprzód ubili i skrwawili, aż uciekł do Krzysztofa Mrzygłodowicza, pisarza miejskiego, za którym tamże wpadli i tego pisarza przy Księżach dwu utłukli i pałaszem w głowę uderzyli. Nadto Mateusza Regulusa, wójta, i Sebestiana Miodonę, burmistrza, i inszych sąsiadów na zabicie bili i rąbali, przez co wielki tumult i gwałt w mieście się stał, nie będąc jeszcze takiego nigdy.”.
Pierwszy budynek ratusza, tj. kamienicy Kantorowskich, został wzniesiony prawdopodobnie około 1620 roku i mieścił się w centralnym miejscu rynku Żywieckiego, tj. w pierwszej kamienicy Macieja Kantorowskiego, którą prawdopodobnie „zapisał miastu” w testamencie Maciej Kantorowski. Jak podaje wójt Andrzej Komoniecki w swej kronice żywieckiej, którą pisał w piwnicy ratusza, w dniu 16 października 1706 roku dokonano uroczystego otwarcia budynku starostwa żywieckiego.

## Okres po 1944 roku
W roku 1944 formalnie przestało istnieć Państwo Żywieckie, dokonano przejęcia majątku ostatniego właściciela Dekretem.
Po II wojnie światowej biura Urzędu Miejskiego w Żywcu mieściły się w budynku kamienicy oraz oficynie na parcelach nr 128 i nr 129 przy rynku, a pozostałą część kamienicy „Ratusza” zajmował sąd i prokuratura.

## Okres po roku 2000
Po gruntownym remoncie około roku 2007, którego koszty dotacji przekroczyły milion euro, budynek ponownie jest wizytówką miasta i uważana przez mieszkańców za najładniejszą kamienicę kantorowskich przy żywieckim rynku, chociaż kolor, na jako go pomalowano, budzi wiele kontrowersji.